# Dinamo Machaczkała
Futbolnyj Kłub „Dinamo” Machaczkała (ros. Футбольный клуб «Динамо» Махачкала) – rosyjski klub piłkarski z siedzibą w Machaczkale.

## Historia
Chronologia nazw:
- 1946: Dinamo Machaczkała (ros. «Динамо» Махачкала)
- 1958–1960: Tiemp Machaczkała (ros. «Темп» Махачкала)
- 1961–1995: Dinamo Machaczkała (ros. «Динамо» Махачкала)
- 1996–1997: Dinamo-Imamat Machaczkała (ros. «Динамо‑Имамат» Махачкала)
- od 1998: Dinamo Machaczkała (ros. «Динамо» Махачкала)

Piłkarska drużyna Dinamo została założona w 1946 w Machaczkale i debiutowała w trzeciej lidze Mistrzostw ZSRR w grupie północnokaukaskiej. Zespół zajął przedostatnie 7.miejsce i został rozwiązany. Dopiero w 1958 pod nazwą Tiemp Machaczkała zespół został odrodzony i startował w klasie B.
Po sezonie 1962 drużyna Dinama spada do niższej ligi, a powraca w 1968.
W 1971 po reorganizacji systemu radzieckich lig spada do Wtoroj Ligi. W 1989 zajął 17. miejsce i spadł do drugiej niższej ligi.
W 1993 Dinamo debiutowało w Drugiej Lidze Rosji. W 1994 zespół zajął 20. miejsce i spadł z drugiej ligi. Występował w lidze amatorskiej. Dopiero w 1998 po reformie systemu lig rosyjskich otrzymał prawo występować w Drugiej Lidze.
W 2003 zdobył 1. miejsce w lidze i awansował do Pierwoj Dywizji.
Po sezonie 2006 klub został pozbawiony licencji klubu profesjonalnego i występował w 2007 w lidze amatorskiej.

## Sukcesy
- 3. miejsce w Pierwszej Lidze ZSRR: 1968
- 1/16 finału w Pucharze ZSRR: 1976
- 6. miejsce w Rosyjskiej Pierwszej Dywizji: 2005
- 1/8 finału w Pucharze Rosji: 2007

## Znani piłkarze
- Ruslan Agalarov
- Szamil Asildarow
- Konstantin Kotow
- Murat Magomiedow
- Elşən Qəmbərov
- Denis Romanenco
- Mark Shvets
- Narvik Sırxayev